# Savinja
La Savinja est une rivière du nord-est de la Slovénie et un affluent de la rivière Save. La région ayant longtemps fait partie de l’empire d'Autriche-Hongrie, la rivière porte également le nom Sann, en allemand. Longue de 98 km, la rivière dispose d’un bassin hydrographique de 1 847,7 km2 dont l'altitude varie entre 200 et 2 000 mètres.
La rivière suit les vallées de la Haute et de la Basse Savinja en traversant les localités de Celje et de Laško. La rivière est la principale des Alpes kamniques. Sa source se situe en altitude à quelques mètres en amont de l'importante chute d’eau de Rinka. Après cette chute de plus de 100 mètres de haut, ses eaux rejoignent le bas de la vallée de Logar où elles sont rejointes par celles du ruisseau Jezera. Les affluents principaux de la rivière sont la Lučnica à Luče, la Ljubnica à Ljubno, la Dreta à Nazarje, la Paka à Šmartno ob Paki, la Ložnica et la Voglajna à Celje. Son trajet termine sa course 98 km plus loin lorsqu’elle se jette dans la rivière Save.
La rivière a connu quelques crues économiquement dramatiques en 1990 et 1998. En cas d'inondation, son débit peut en effet s'élever à 1 500 m3/s ce qui représente alors 40 % du débit de la rivière Save.